# Технолошки вишак (музичка група)
Технолошки вишак је панк бенд из Обреновца, основан марта 1999. године. 
Прву поставу бенда су чинили Шчеле - глас и гитара, Зец – бубањ и Богдан – бас-гитара. У почетку праве песме под утицајем Труле коалиције и Хладног пива, формирајући звук који ће неговати и убудуће. После неколико неуспелих покушаја налажења певача Шчеле преузима ту улогу, а на место гитаристе долази Филип са којим бенд има своју прву свирку. На њиховим каснијим песмама се осећа утицај бендова као што су Bad Religion и сл, али са текстовима на српском језику и својим личним печатом. Поред редовних свирки у Обреновцу бенд често наступа у Београду и Новом Саду. 
Први демо „Без кинте“ снимљен је априла 2001. у студију "Sagaya". Бенд наступа у Обреновцу са бендовима Hitman, Doghouse, итд, и у Београду на андерграунд фестивалима. Снима се први спот за песму „Сенке смрти“ 2002. године. Касније, 2004. године на место гитаристе долази Џони са којим бенд 2005. године снима свој други демо „Моја је пала застава“. Нови албум „Земља гробова“ снимљен је јула 2006. у студију Орион, са 9 песама. 
До сада су снимљени спотови за песме „Сенке смрти“, „Наша храна“, „Себи“ и „Никад више твој“.

## Дискографија
- Без кинте (демо, 2001)
- Моја је пала застава (демо, 2005)
- Земља гробова (албум, 2006)